# حصار لاردة (942)
حصار لاردة ( بالمجرية: Lerida ostroma) حدث عام 942، عندما شنت مجموعة من المحاربين المجريين غارة عبر أوروبا وصلت حتى شمال شرق الأندلس وحاولت السيطرة على مدينة لاردة الأندلسية.

## الحصار والغارات الأخرى
وصلت مجموعة مهمة من المجريين بشكل غير متوقع إلى حدود الثغر الأعلى للأندلس في يوليو 942. وأقاموا معسكرهم شمال مدينة لاردة، وخططوا لنهب المدن والقرى الأخرى المجاورة لها في الثغر الأعلى. لقد أسروا والي بربشتر وغامروا بالذهاب إلى منطقة وشقة . 
استمر حصار لاردة ثمانية أيام، ولكن بسبب نقص الطعام والأعلاف، فضلاً عن مناعة حصون المدينة، تخلى المجريون عن حصار المدينة وفضلوا نهب وحرق القرى. واعتنق بعض المجريين الإسلام ، وقد استخدمهم خليفة قرطبة كحراس شخصيين له. في حوالي عام 943، هزمت القوات الإسلامية أخيرًا المجريين الغزاة في عدة مناسبات، وعاد الكثير منهم إلى ديارهم في سهول بانونيا .
وروى المؤرخ الإسباني المسلم ابن حيان غزوة المجريين  وأرجع سبب هذه الغارة لقرار راميرو الثاني ملك ليون بكسر الهدنة التي وقعها قبل عام مع عبد الرحمن الثالث وهو ما ينكره المؤرخون الإسبان المعاصرون. 

## أنظر أيضا
- الغزو المجري لحوض الكاربات
- الغزوات المجرية لأوروبا

## فهرس
- Hóman, B. y Szekfű, Gy. (1935). Magyar Történet. Budapest, Hungría: Király Magyar Egyetemi Nyomda.
- Szalay, J. y Baróti, L. (1896). A Magyar Nemzet Története. Budapest, Hungría: Udvari Könyvkereskedés Kiadó.